# John Crew (1er baron Crew)
John Crew, 1er baron Crew de Stene (1598 - 12 décembre 1679) est un avocat et homme politique anglais, qui siège à la Chambre des communes à plusieurs reprises entre 1624 et 1660. Il est puritain et se range du côté de la cause parlementaire pendant la guerre civile. Il est élevé à la pairie en tant que baron Crew par Charles II après la Restauration.

## Carrière
Crew est le fils de Thomas Crew de Nantwich, Cheshire et Steane et de sa femme Temperance Bray, fille de Reynold Bray of Steane. Son père est président de la Chambre des communes de 1623 à 1625. Crew entre à Gray's Inn en 1615 et s'inscrit au Magdalen College d'Oxford le 26 avril 1616, à l'âge de 18 ans. Il est admis au barreau en 1624.
En 1624, Crew est élu député d'Amersham et réélu en 1625. Il est élu député de Brackley en 1626. En 1628, il est élu député de Banbury et siège jusqu'en 1629 lorsque le roi Charles décide de régner sans parlement pendant onze ans.
En avril 1640, Crew est élu député de Brackley au Court Parlement. Il est élu député du Northamptonshire en novembre 1640 pour le Long Parlement. Il vote contre la déclaration de mise hors la loi de Strafford, mais soutient le Parlement lorsque la guerre civile arrive, bien qu'il soit modéré, méfiant à l'égard de l'armée et soutient l'ordonnance d'abnégation. Il est choisi comme président du Comité des Communes sur la religion, est l'un des commissaires parlementaires envoyés pour négocier avec les royalistes à Uxbridge en 1645, et est l'un de ceux à qui la garde du roi est confiée à Holdenby House après que les Écossais l'ont remis à Parlement en 1647. Cependant, l'année suivante, les chefs de l'armée, sachant qu'il s'opposerait au procès du roi, le font arrêter et il est exclu de son siège parlementaire dans la Purge de Pride. Il est réélu à la Chambre des communes en tant que député du Northamptonshire en 1654 pour le premier parlement du protectorat, mais est de nouveau exclu par le gouvernement. Malgré cela, il est convoqué par le Lord Protecteur pour siéger dans sa nouvelle Chambre des Lords, qui se réunit pour la première fois en 1658. Après l'effondrement du Parlement croupion restauré, il reprend son siège dans la Chambre non purgée brièvement ressuscitée, puis est de nouveau élu pour le Northamptonshire au Parlement de la Convention. Il est nommé au Conseil d'État et fait partie de la délégation envoyée pour rencontrer Charles II à La Haye et organiser son retour sur le trône.
Le 20 avril 1661, Crew est créé baron Crew de Stene en reconnaissance de ses efforts pour promouvoir la Restauration, puis se retire de la politique active. Homme riche, il achète une grande maison à Lincoln's Inn Fields dans les années 1650 et est un hôte très apprécié ; Samuel Pepys, qui est un serviteur et un parent pauvre de son gendre Edward Montagu et le mentionne à plusieurs reprises dans ses journaux intimes, est un invité fréquent.
Crew meurt en 1679 et est enterré à Steane, Northamptonshire.

## Famille

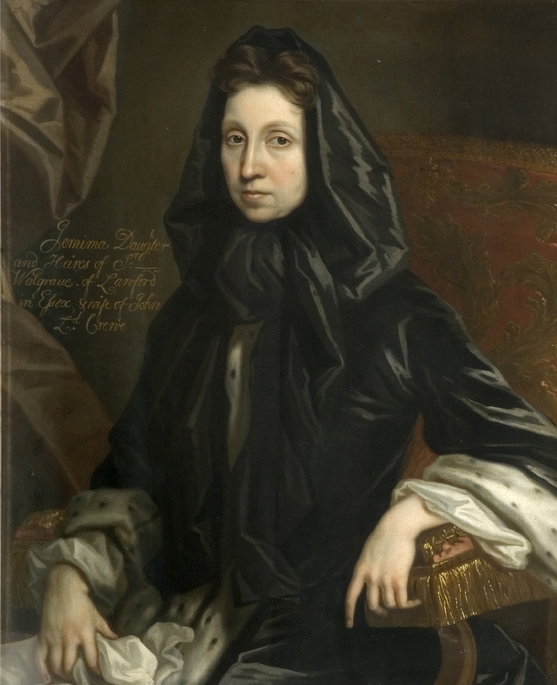
John Crew épouse Jemima Waldegrave (photo), avec qui il a plusieurs enfants.

Crew épouse Jemima Waldegrave, fille d'Edward Waldegrave de Lawford Hall dans l'Essex et ont :
- Thomas Crew (1624-1697), qui succède à son père dans la pairie mais meurt sans descendance masculine
- Nathaniel Crew (1633-1721), évêque de Durham, qui succède à son frère aîné en tant que 3e baron
- Jemima, comtesse de Sandwich (1625-1674), qui épouse Edward Montagu, futur comte de Sandwich, en 1642.
- Anne, qui épouse Henry Wright, 1er baronnet, de Dagenham, Essex.
- Le révérend Samuel Crew, mort en 1660.

## Sources
- La pairie éteinte de Burke (Londres : Henry Colburn & Richard Bentley, 1831)
- D. Brunton & DH Pennington, Membres du Long Parlement (Londres : George Allen & Unwin, 1954)
- L'histoire parlementaire de Cobbett de l'Angleterre, de la conquête normande en 1066 à l'année 1803 (Londres : Thomas Hansard, 1808)
- Dictionnaire concis de la biographie nationale (1930)
- Mark Noble, Mémoires de plusieurs personnes et familles... alliées ou descendantes... du Protectorat-House of Cromwell (Birmingham : Pearson & Rollason, 1784)